# Nhà cổ Huỳnh Thủy Lê

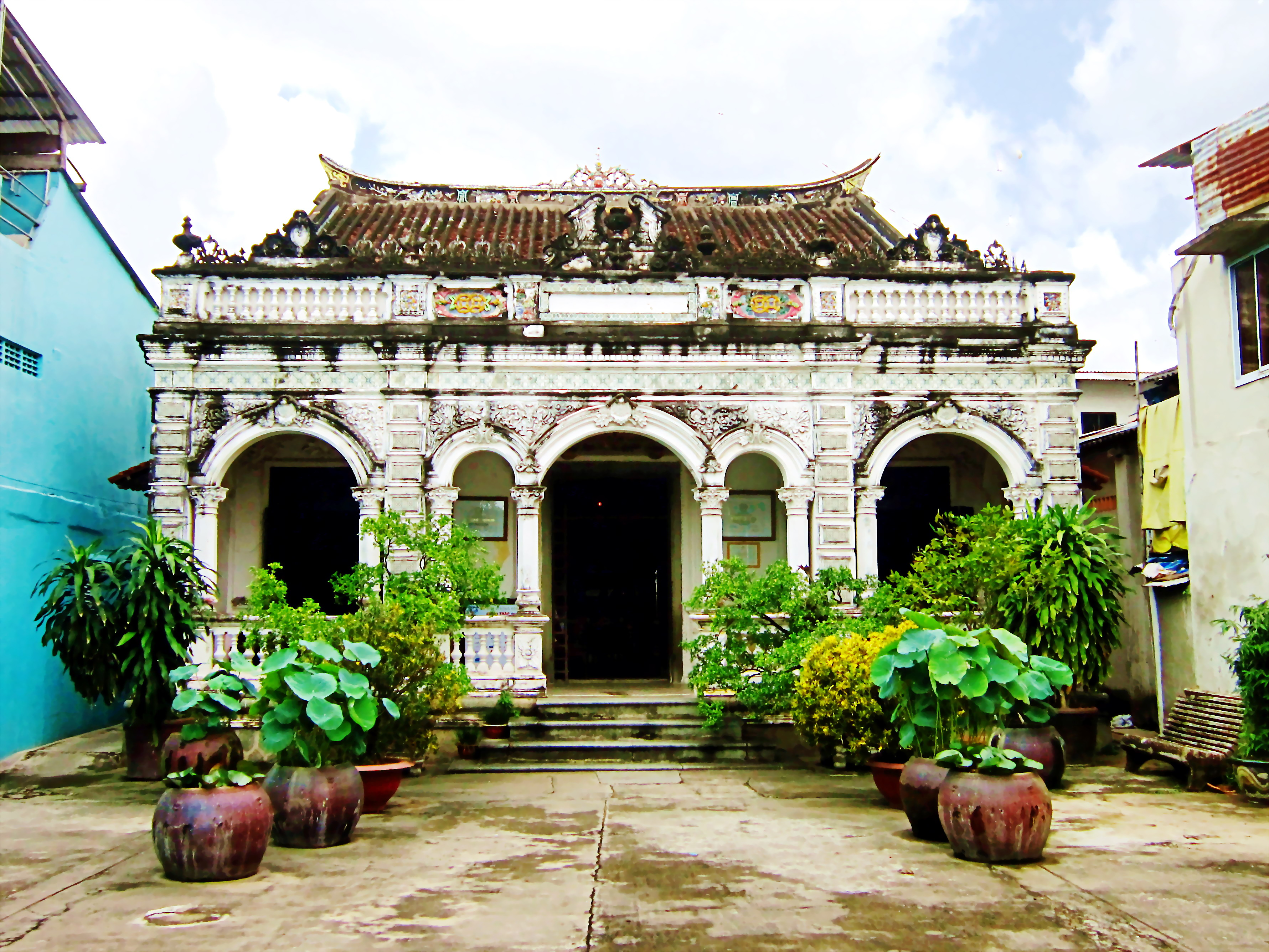
Nhà cổ Huỳnh Thủy Lê (ảnh 1)

Nhà cổ Huỳnh Thủy Lê tọa lạc tại số 255A, đường Nguyễn Huệ, phường 2, thành phố Sa Đéc, tỉnh Đồng Tháp, Việt Nam. Ngoài giá trị kết hợp giữa hai lối kiến trúc Đông – Tây, ngôi nhà cổ còn nổi tiếng bởi liên quan với một cuộc tình không biên giới của một cô gái Pháp (Marguerite Duras, về sau là nhà văn) và chàng công tử người Việt gốc Hoa (Huỳnh Thủy Lê, con chủ nhà) giàu có vào những năm đầu thế kỷ 20.

## Lịch sử

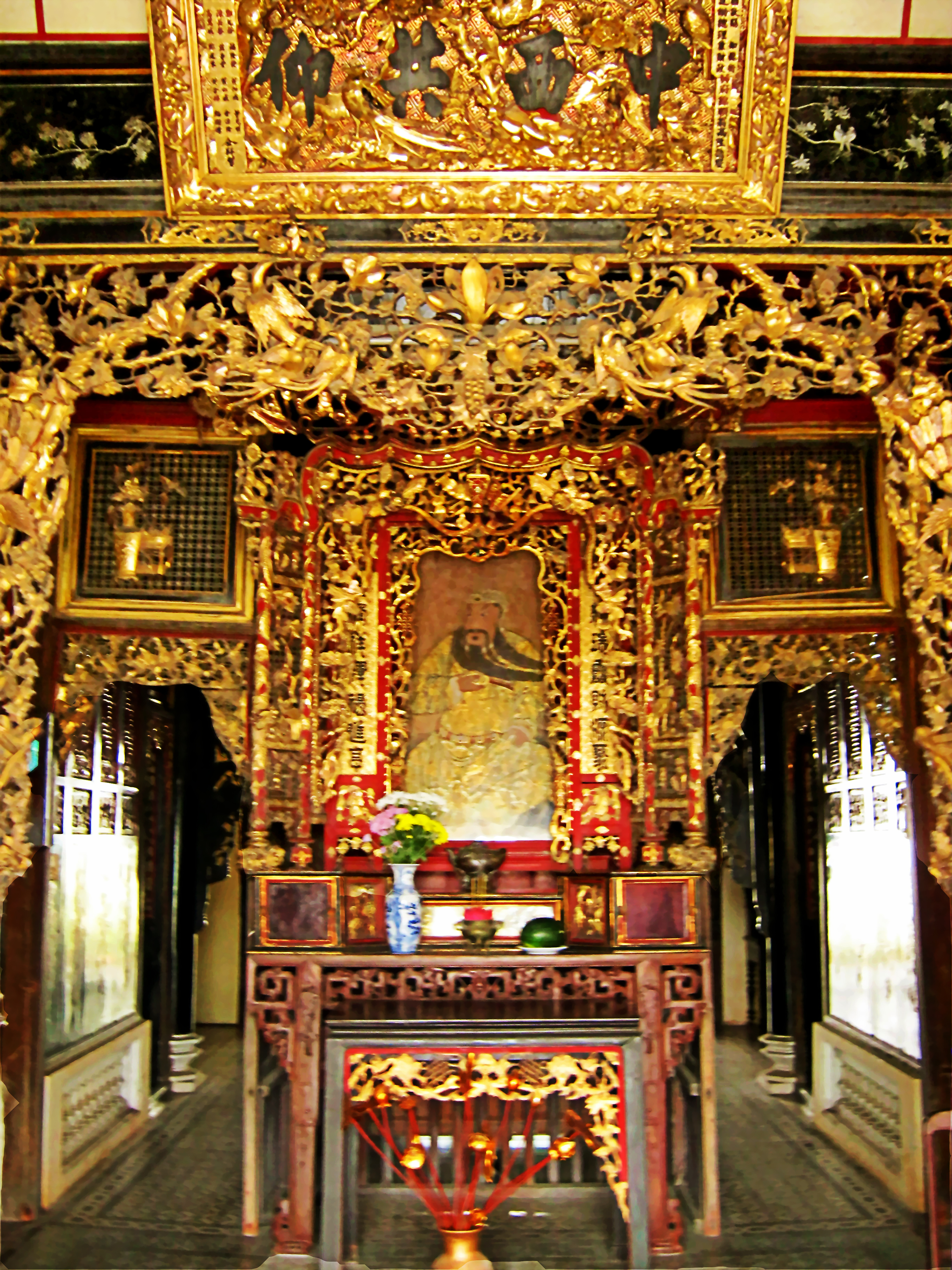
Bàn thờ Quan Công ở gian chính

Ngôi nhà cổ do ông Huỳnh Cẩm Thuận, một thương gia người Hoa (Phúc Kiến, Trung Quốc) nổi tiếng giàu có một thời ở Sa Đéc, xây dựng vào năm 1895 giữa khu thị tứ mua bán náo nhiệt nằm ven sông Sa Đéc.
Ban đầu, đây là một ngôi nhà ba gian kiểu truyền thống của miền Nam, rộng 258 m2 , với nguyên vật liệu chính là gỗ quý, và mái nhà hình thuyền lợp ngói âm dương (xem ảnh 1).
Đến năm 1917, chủ nhân lại cho trùng tu lại ngôi nhà bằng gạch đặc bao lấy khung gỗ bên trong. Do đó, trông bề ngoài là một ngôi biệt thự kiểu Pháp, nhưng vào bên trong, lại thấy một lối kiến trúc mang đậm màu sắc Trung Hoa.
Về sau, người con trai út của ông là Huỳnh Thủy Lê nhận quyền thừa kế ngôi nhà. Và từ đó đến nay, ngôi nhà vẫn còn khá nguyên vẹn. Năm 2008, nhà cổ đã được chứng nhận là di tích cấp tỉnh, và đã được công nhận là di tích cấp quốc gia vào năm 2009.
Nhà cổ Huỳnh Thủy Lê đã được giao cho Công ty CP Du lịch Đồng Tháp bảo quản, và làm điểm tham quan. Hàng năm, nơi đây đã đón tiếp hàng ngàn lượt du khách trong và ngoài nước...

## Kiến trúc

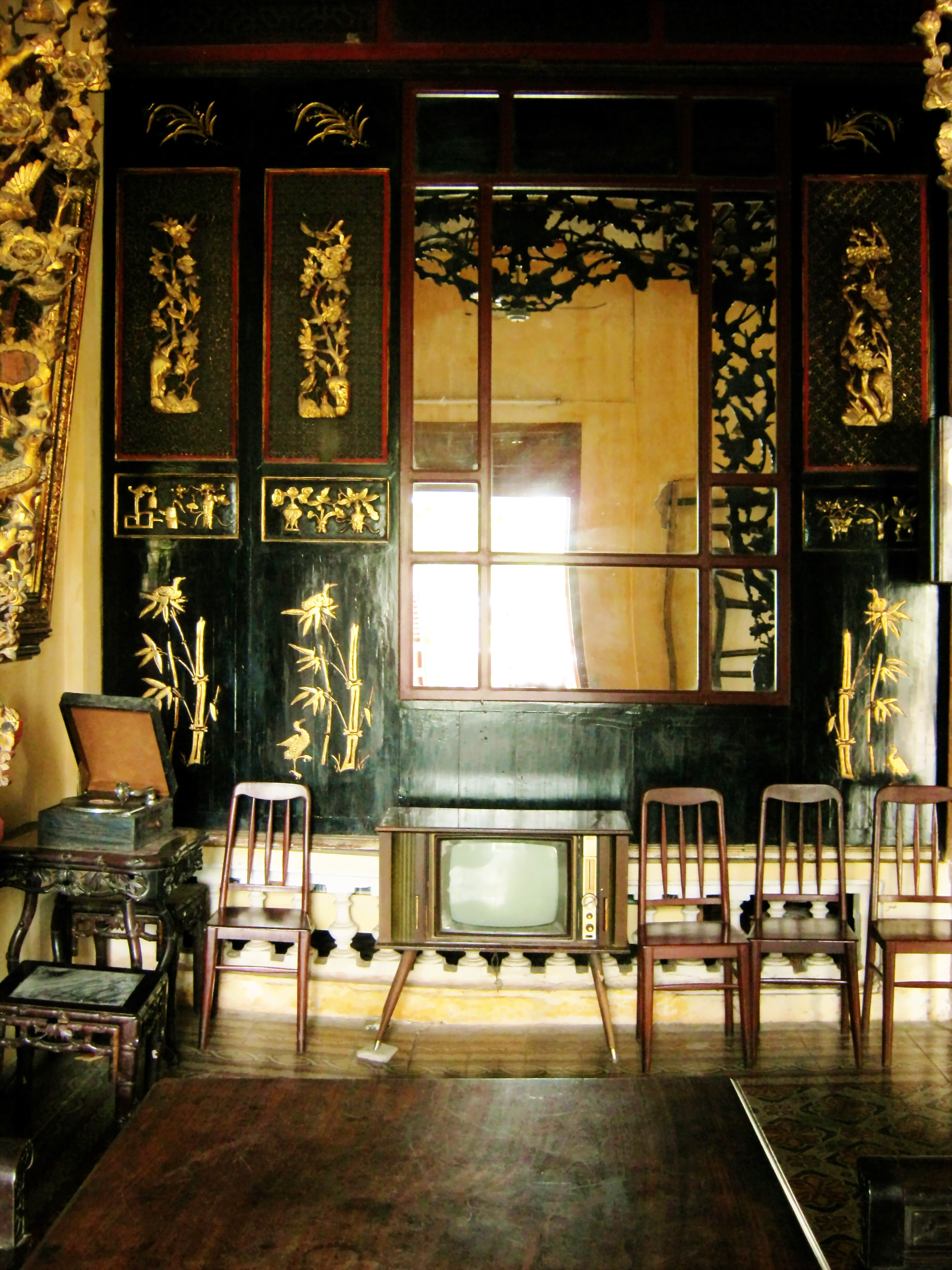
Bên trong Nhà cổ Huỳnh Thủy Lê

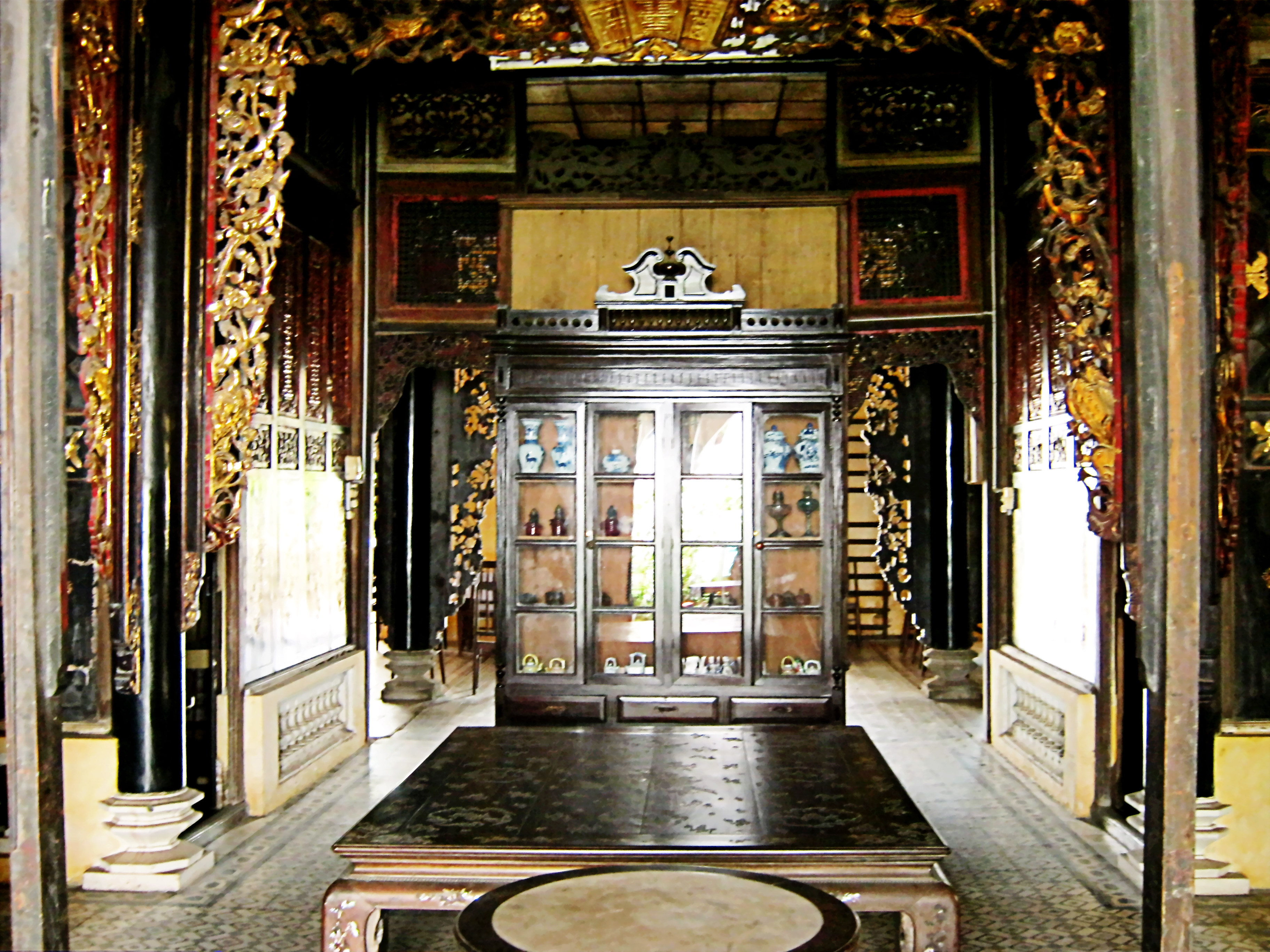
Bên trong Nhà cổ Huỳnh Thủy Lê, ảnh 2

Ban đầu (1895), đây là một ngôi nhà gỗ ba gian kiểu truyền thống của miền Nam. Đến năm 1917, các vách gỗ được thay bằng tường dày (như phong cách kiến trúc đặc trưng của những căn biệt thự Pháp) ôm lấy kết cấu các cột gỗ còn được giữ lại.
Sau lần trùng tu lớn này, ngôi nhà mang nét pha trộn hài hòa của ba phong cách kiến trúc Pháp, Việt, Hoa. Thoạt nhìn thì thấy bề ngoài ngôi nhà là lối kiến trúc La Mã phục hưng ở thế kỷ 17 với các cổng vòm, hệ thống cột với các hoa văn và phù điêu hoa lá. Tuy nhiên, ở bên trong nhà vẫn còn giữ được kiểu ba gian truyền thống của người Việt. Riêng lối bài trí của các bao lam sơn son thiếp vàng trong nhà lại là các chủ đề trong mỹ thuật truyền thống Trung Hoa.
Bên cạnh đó, ngoài vị trí thuận lợi "nhất cận thị, nhị cận giang" mà chủ nhân đã chọn lựa, ngôi nhà còn có những đặc điểm đáng chú ý như:
- Gạch men với hoa văn hoa lá kiểu Pháp được dùng để lát ngôi nhà đều được nhập từ Pháp.
- Ở cửa chính có một khung cửa với các thanh gỗ tròn song song nằm ngang có thể kéo qua lại. Buổi trưa nhà không đóng cửa chính mà kéo khung cửa này lại. Ánh sáng và gió vẫn có thể lùa vào nhà, hàng xóm thấy khung cửa được kéo cũng sẽ không gọi làm phiền. Có người gọi đó là "khung cửa ngủ trưa".
- Ở gian giữa nền nhà có vẻ như bị trũng. Đây là chi tiết xây dựng có chủ ý của chủ nhà, vì theo yếu tố phong thủy thì tiền tài chảy về chỗ trũng. Một nét đặc trưng khác nữa, đó là bàn thờ Quan Công được đặt ở giữa gian chính theo tín ngưỡng của người Hoa...Và cũng theo yếu tố phong thủy, các họa tiết trên bao lam là "long, lân, bức, phụng", mà không phải là "long, lân, quy, phụng"...

## Liên quan với cuộc tình không biên giới

Chân dung Huỳnh Thủy Lê trong ngôi nhà của ông

Như trên đã nói, ngoài giá trị kết hợp giữa hai lối kiến trúc Đông – Tây, ngôi nhà cổ còn nổi tiếng bởi liên quan với một cuộc tình không biên giới của nữ nhà văn Marguerite Duras và người tình đầu tiên của bà là ông Huỳnh Thủy Lê (chủ nhân ngôi nhà). Câu chuyện tình buồn ấy, về sau đã được bà kể lại trong tác phẩm của mình (L’Amant, tiếng Việt là Người tình). Năm 1984, cuốn tiểu thuyết được xuất bản, gây tiếng vang lớn, được dịch ra 43 thứ tiếng trên thế giới và đoạt được giải thưởng Goncourt (giải thưởng văn học danh giá nhất của Pháp). Năm 1986, cuốn tiểu thuyết đã được đạo diễn Jean-Jacques Annaud dựng thành phim cùng tên.
Phim  Người tình được dàn dựng khá công phu với diễn viên chính là Jane March, Lương Gia Huy.... Trong phim có nhiều cảnh quay tại Việt Nam như: dòng sông Tiền thơ mộng, bến phà Mỹ Thuận náo nhiệt, thành phố Sài Gòn hoa lệ..., và đặc biệt là ngôi nhà cổ Huỳnh Thủy Lê được lấy làm bối cảnh chính trong phim .